# 11-я штурмовая инженерно-сапёрная бригада
11-я штурмовая инженерно-сапёрная Запорожско-Будапештская Краснознамённая орденов Кутузова и Богдана Хмельницкого бригада (11-я шисбр) — штурмовая инженерно-сапёрная бригада в составе Вооружённых сил СССР во время Великой Отечественной войны.

## История
На вооружении штурмовых групп бригады обычно состояли:
- пистолет-пулемёты ППШ-41 и ППС-43
- осколочные и противотанковые гранаты (РПГ-43,Ф-1, РГД-33)
- ранцевые огнемёты РОКС-3 для огнеметания по живой силе противника, поджога и задымления зданий
- взрывчатка и мины для разрушения препятствий и огневых точек противника
- противотанковые ружья ПТРД и ПТРС для борьбы с немецкими огневыми точками и снайперами
- бутылки с горючей смесью (КС) для штурма зданий
- станковые и крупнокалиберные пулемёты для прикрытия атакующей группы.
- Также все захваченные фаустпатроны в первую очередь направлялись в штурмовые бригады

На батальоны щедро выделялись снайперские винтовки.
Сапёрные спецвойска имели даже свою специальную эмблему в виде скрещённых топориков жёлтого или белого металла, а также чёрный кант на петлицах и погонах (офицерские «просветы» и сержантские «лычки» были красными), присвоенный инженерно-сапёрным частям.

## Состав бригады
- 51-й отдельный штурмовой инженерно-сапёрный ордена Александра Невского[1]  батальон.
- 52-й отдельный штурмовой инженерно-сапёрный ордена Александра Невского[1] батальон
- 53-й отдельный штурмовой инженерно-сапёрный ордена Богдана Хмельницкого[2] батальон.
- 54-й отдельный штурмовой инженерно-сапёрный батальон.
- 55-й отдельный штурмовой инженерно-сапёрный батальон.
- 30-й отдельный ордена Красной Звезды[3] батальон ранцевых огнемётов.

## Командный состав
- Миротворский Глеб Модестович, подполковник, командир бригады
- Загребин Апполон Григорьевич, гвардии полковник, командир бригады

## Награды бригады
- 14 октября 1943 года — «Запорожская» — почётное наименование присвоено приказом Верховного Главнокомандующего от 14 октября 1943 года в ознаменование одержанной победы и отличие в боях за освобождение города Запорожье
- 13 февраля 1944 года —  Орден Красного Знамени — награждена указом Президиума Верховного Совета СССР от 13 февраля 1944 года за образцовое выполнение боевых заданий командования на фронте борьбы с немецкими захватчиками у нижнего течения Днепра и за освобождение городов Никополя, Апостолова и проявленные при этом доблесть и мужество.
- 5 апреля 1945 года — «Будапештская» — почётное наименование присвоено приказом Верховного Главнокомандующего от 5 апреля 1945 года в ознаменование одержанной победы и отличие в боях за взятие Будапешта
- 7 сентября 1944 года —  Орден Кутузова II степени — награждена указом Президиума Верховного Совета СССР за образцовое выполнение боевых заданий командования на фронте борьбы с немецкими захватчиками при прорыве обороны противника южнее Бендеры, за овладение городом Кишинёв и проявленные при этом доблесть и мужество.
- 20 апреля 1944 года —  Орден Богдана Хмельницкого (СССР) II степени — награждена указом Президиума Верховного Совета СССР за образцовое выполнение боевых заданий командования на фронте борьбы с немецкими захватчиками при освобождении города Одессы и проявленные при этом доблесть и мужество.

## Отличившиеся воины
- Алиев, Али ага Гусейн оглы (младший сержант), командир отделения 53-го отдельного штурмового инженерно-сапёрного Запорожского батальона. Особо отличился в начале апреля 1945 года отделению под командованием младшего сержанта Алиева была поставлена задача под сильным обстрелом врага построить мост за передним краем обороны. Оценив обстановку, Алиев выдвинулся с товарищами вперед, и приступил к работам. Враг заметил работающих сапёров и открыл ураганный огонь. Двое сапёров из команды Алиева были убиты, сам Алиев получил своё третье боевое ранение. Несмотря на ранение, Алиев продолжал руководить работой сапёров. Задача командования была выполнена в срок. За отвагу и мужество, проявленные при выполнении этого задания, Приказом №: 5/н по частям 11-й штурмовой инженерно сапёрной бригаде от 30 апреля 1945 года[4] младший сержант Али Ага Алиев был награждён орденом «Красная Звезда»[5].